# Tamara (Mardżanowa)
Tamara, imię świeckie Tamara Aleksandrowna Mardżanowa (Mardzaniszwili), imię zakonne małej schimy – Juwenalia (ur. 1 kwietnia 1869, zm. 23 czerwca 1936 w Moskwie) – gruzińska mniszka prawosławna, służąca w strukturach Rosyjskiego Kościoła Prawosławnego, twórczyni skitu św. Serafina z Sarowa i Ikony Matki Bożej „Znak” pod Moskwą. Święta prawosławna.

## Życiorys
Pochodziła z książęcego rodu gruzińskiego. W dzieciństwie straciła ojca, a jako dziewiętnastolatka – również matkę. Utalentowana muzycznie, zamierzała podjąć naukę w konserwatorium w Petersburgu. Zrezygnowała jednak z tych planów, by zostać mniszką po wizycie w nowo otwartym żeńskim monasterze Bodbe. Jej rodzina sprzeciwiła się tym zamiarom i Tamara Mardżanowa uciekła do klasztoru wbrew woli opiekunów.
Jej duchową matką stała się miejscowa ihumenia Juwenalia. Wieczyste śluby mnisze złożyła w 1900 przed egzarchą Gruzji Flawianem, przyjmując imię zakonne Juwenalia. Dwa lata później otrzymała godność ihumeni i została przełożoną wspólnoty w Bodbe. Funkcję tę pełniła przez trzy lata. Szczególny wpływ na jej działalność i życie duchowe miała znajomość z Janem Kronsztadzkim, jak również metropolici Flawian (Gorodiecki), Włodzimierz (Bogojawleński) oraz Makary (Niewski), mnich Anatol Młodszy z Optiny i mnisi Pustelni św. Zozyma i Smoleńskiej Ikony Matki Bożej German oraz Aleksy, wśród których cieszyła się znacznym szacunkiem. Wzorowała się również na duchowości Serafina z Sarowa. Utrzymywała także kontakty z wielką księżną Elżbietą i kierowanym przez nią monasterem Świętych Marty i Marii.
W 1905 wyjechała do Moskwy i przez pięć lat kierowała żeńską wspólnotą Opieki Matki Bożej. Jako czcicielka św. Serafina pragnęła przenieść się do monasteru w Diwiejewie, współtworzonego przez niego, jednak nie otrzymała błogosławieństwa starca Aleksego, który zamiast tego udzielił jej błogosławieństwa na założenie samodzielnego skitu. W 1910 ihumenia Juwenalia utworzyła skit św. Serafina z Sarowa i Ikony Matki Bożej „Znak”. Głównym obowiązkiem przebywających w nim mniszek była modlitwa. Wspólnotę wielokrotnie odwiedzali biskupi Serafin (Zwiezdinski) oraz Arseniusz (Żadanowski), spowiednik mniszek. Przed nim też mniszka złożyła w 1916 śluby wielkiej schimy, po raz drugi zmieniając imię zakonne na Tamara. Przełożoną skitu pozostawała do jego zamknięcia przez władze radzieckie w 1924.
Po tej dacie do 1931 żyła we wsi Pierchuszkowo pod Moskwą razem z grupą dziewięciu sióstr. W wymienionym roku została aresztowana i skazana na zsyłkę do obwodu irkuckiego. Karę odbywała we wsi Ust'-Uda; zachorowała w tym okresie na gruźlicę. Po powrocie ze zsyłki osiadła w Moskwie, przy stacji Pionierskiej na linii kolejowej do Mińska. Dwa lata później zmarła i została pochowana na cmentarzu Wprowadzenia Matki Bożej do Świątyni (Wwiedienskim).
W 2002 jej wspomnienia i wiersze zostały wydane drukiem pod wspólnym tytułem Dietki moje lubimyje....
W 2016 Gruziński Kościół Prawosławny ogłosił ją świętą, w roku następnym kult został rozszerzony także na Cerkiew rosyjską, zaś w 2023 r. schiihumenię Tamarę zaliczono w poczet nowomęczenników i wyznawców rosyjskich. W 2018 r. jej szczątki zostały ekshumowane i wystawione dla kultu w ponownie otwartym skicie, jaki założyła w 1910 r.